# Chladni (månekrater)
Chladni er et lille nedslagskrater på Månen. Det befinder sig i den centrale del af Månens forside nær den nordvestlige rand af Sinus Medii, og det er opkaldt efter den tyske fysiker Ernst Chladni (1756 – 1827).
Navnet blev officielt tildelt af den Internationale Astronomiske Union (IAU) i 1935. 

## Omgivelser
Chladnikrateret er ved en lav højderyg forbundet med randen af Murchisonkrateret mod nordvest. Lige øst for Chladni ligger det større Triesneckerkrater. 

## Karakteristika
Kraterranden er næsten cirkulær, og der er en lille central kraterbund i midten af de skrånende vægge. Krateret har højere albedo en det omgivende terræn.

## Måneatlas
- Billeder af Chladnikrateret i LPI-måneatlasset